# Pukléřka islandská
Pukléřka islandská (Cetraria islandica) je lišejník s dužnatou keříčkovitou stélkou. Mívá bledě kaštanovou barvu, někdy ale přechází přes šedivou až k bílé. Spodní strana povrchu stélky je typicky světlejší. Dorůstá výšky 7,5–10 cm. Větve bývají rýhované nebo stočené do trubiček, končí zploštělými laloky. Stélka je pružná, ale velmi tvrdá.
Pukléřka roste běžně přízemně na kyselých půdách tundry, nejčastěji v horských regionech severských zemí, ale je rozšířena ve velké části Evropy, Kanady a severu USA. Je jedním z mála druhů, které se vyskytují na lávových svazích na Islandu. V Česku se vyskytuje na horách a je zde zařazena na Červený seznam jako téměř ohrožená (NT).

## Využití
Využívá se v tradičním lidovém léčitelství k léčbě respiračních onemocnění (uváděno je i historické užití k léčbě tuberkulózy) a potíží trávicího traktu, často ve formě alkoholových nebo vodných extraktů (čajů). Dostupná je typicky pod názvem „islandský lišejník“ (z anglického názvu rostliny iceland moss). Extrakty pukléřky jsou zkoumány pro antioxidační a antibakteriální účinky proti grampozitivním bakteriím, ale pouze v laboratorních studiích. Pozitivní vliv na zdraví mají podle studií její specifické polysacharidy (lichenany) a sekundární metabolity (organické kyseliny). Jako ostatní lišejníky ale také absorbuje těžké kovy, radioizotopy a další typy znečištění z prostředí a ve větším množství tak může mít negativní vliv na zdraví.
Historicky byla užívána na Islandu jako potravina, byla důležitou často sbíranou komoditou a byla propagována jako možnost obživy během hladomorů. Tradičně se stélky svařily s mlékem jako polévka, nebo se z nich vyráběl čaj. V 21. století se začala pukléřka přidávat i do pečiva. Chuť stélky je ale typicky hořká, rostlina nicméně není toxická.